# Johanna Fadul
Johanna Elena Rojas Fadul (Bogotá, 15 de septiembre de 1985) es una actriz colombiana de ascendencia libanesa conocida por el papel de Daniela Barrera Beltrán en la saga de Sin Senos Sí hay Paraíso. En el 2003 debutó en la serie Padres e hijos.

## Biografía

### Vida personal
Está casada con el actor y presentador colombiano Juan Sebastián Quintero. Actualmente vive en Ciudad de México

## Filmografía

### Televisión
| Año       | Título                   | Personaje               | Canal              |
| --------- | ------------------------ | ----------------------- | ------------------ |
| 2020      | Operación Pacífico       | Mariana Ortega          | Telemundo          |
| 2016-2018 | Sin senos sí hay paraíso | Daniela Barrera Beltrán | Telemundo          |
| 2016      | El sol sale para todos   | Stefanía                | Canal 1            |
| 2014-2015 | Tu voz estéreo           | Varios Personajes       | Caracol Televisión |
| 2014      | Divino niño              |                         | Caracol Televisión |
| 2013-2014 | Mujeres al límite        | Varios Personajes       | Caracol Televisión |
| 2013      | Terapias de pareja       | Invitada                | Caracol Televisión |
| 2011      | Infiltrados              | Antonia                 | Caracol Televisión |
| 2007-2008 | Así es la vida           |                         | Canal RCN          |
| 2003-2005 | Padres e hijos           | Daniela                 | Caracol Televisión |

## Programas
| Año  | Título                                          | Rol          | Canal              |
| ---- | ----------------------------------------------- | ------------ | ------------------ |
| 2024 | Los 50                                          | Participante | Telemundo          |
| 2022 | Bake Off Celebrity, el gran pastelero: Colombia | Participante | HBO Max            |
| 2021 | ¿Quién es la Máscara?                           | Participante | Canal RCN          |
| 2020 | Pasus3 En Casa                                  | Invitada     | Youtube            |
| 2018 | Exatlón Colombia                                | Participante | Canal RCN          |
| 2013 | También caerás                                  | Invitada     | Caracol Televisión |

## Cine
| Año  | Título               | Personaje | Nota                           |
| ---- | -------------------- | --------- | ------------------------------ |
| 2022 | Vampiras: The Brides | Mina      |                                |
| 2011 | Mamá, tómate la sopa | Alexandra | Director Mario Ribero Ferreira |

## Teatro
- Sugar Pink (En México)
- El conejo va a concierto
- Una Realidad
- Esto no es un juego
- Pura Paja
- Alerta Roja
- Entre Anécdotas
- Se busca princesa

## Premios y nominaciones

### Premios TV y novelas
| Año  | Categoría                                  | Telenovela o Serie       | Resultado |
| ---- | ------------------------------------------ | ------------------------ | --------- |
| 2018 | Mejor actriz villana de telenovela o serie | Sin senos sí hay paraíso | Ganadora  |